# Diplomatiskt erkännande
För andra betydelser, se Erkännande (olika betydelser).
Diplomatiskt erkännande (eller internationellt erkännande) är en folkrättslig procedur stater emellan. Erkännandet kan gälla stater eller regeringar.
För stater innebär erkännandet en bekräftelse av deras suveränitet. Varje stat avgör själv vilka andra stater den erkänner och enligt vilka principer det kan ske. Den internationellt etablerade principen är att en stat kan erkännas om den har ett avgränsat territorium, en fast befolkning, och en regering som kontrollerar territoriet. Erkännandet åtföljs oftast av att diplomatiska förbindelser upprättas.
Man skiljer på erkännande de facto och erkännande de jure. Ett de facto-erkännande innebär att en stat som tycks uppfylla de uppställda kriterierna erkänns tills vidare, men att erkännandet kan återkallas om förhållandena visar sig instabila. Ett de jure-erkännande är definitivt och kan inte återkallas.

## Praktiska tillämpningar
När det internationella samfundet erkände Bosnien och Hercegovina 1992 gjordes ett betydelsefullt avsteg från principen om kontroll över det egna territoriet. De stater som erkänt Kosovo, Palestina och Sahariska arabiska demokratiska republiken i Västsahara har frångått samma princip.
Erkännandet av en stat innebär även erkännandet av dess gränser. När en stat ockuperar en annan stats territorium har visserligen kontroll upprättats, men annekteringar medför vanligen inget erkännande. Samma princip tillämpas när en stat eller grupp av stater med militär makt bidrar till att upprätta satellitstater eller utbrytarstater inom andra staters territorium. Exempel på detta är Turkiets stöd till Nordcypern; Armeniens stöd till Nagorno-Karabach och Rysslands stöd till Abchazien, Sydossetien och Transnistrien. Serbien har hävdat att detta även gäller NATO:s stöd till Kosovo.

## Erkännande av regeringar
Erkännande av regeringar sker mer undantagsvis. Detta kan bli aktuellt efter inbördeskrig, statskupper, folkresningar eller om en regim håller sig kvar på ett icke-konstitutionellt sätt, till exempel om internationella valobservatörer ifrågasätter ett valresultat. Om den nya regimen då inte erkänns återkallas de diplomatiska förbindelserna. Det händer även att mellanstatliga organisationer, som Samväldet eller Afrikanska unionen under begränsad tid eller tills vidare utesluter stater vars regimer anses illegitima.